# Село Речице, борци пали у ратовима од 1912. до 1918. године
Списак бораца из села Речице, Општина Пожега, погинулих и умрлих у Балканским и Првом светском рату преузет је из књиге „Пожега и околина”, објављене 1978. године.
Подаци за подручје Пожеге прикупљани су у периоду 1976–1977. године преко матичних књига умрлих, спомен-плоча, крајпуташа, као и разговора са преживелим борцима и појединим грађанима који су по сећању могли да дају податке, уз напомену да спискови могуће да нису потпуни, због временске дистанце и недостатка поузданих извора.

## Списак
1. Адашевић Радомир
2. Богићевић Момир
3. Богићевић Радомир
4. Вишњић Петар
5. Гавриловић Владимир
6. Гавриловић Милоје
7. Дедовић Јован
8. Дедовић Мирко
9. Дедовић Светозар
10. Дедовић Урош
11. Ђокић Гојко
12. Ђокић Дмитар
13. Ђокић Јовко
14. Ђокић Матије
15. Ђокић Петар
16. Ђокић Радомир
17. Ђокић Стојко
18. Ђокић Тимотије
19. Ђокић Велимир
20. Јанковић Војимир
21. Јанковић Драгутин
22. Јанковић Михаило
23. Јанковић Милун
24. Јешић Јосип
25. Јоковић Ђорђе
26. Ковачевић Стеван
27. Максовић Ђурђе
28. Милутиновић Анђелко
29. Милутиновић Ранисав
30. Мићовић Здравко
31. Мићовић Петко
32. Никитовић Иван
33. Никитовић Здравко
34. Никитовић Чедомир
35. Николић Драгомир
36. Николић Мирко
37. Николић Никола
38. Николић Продан
39. Перишић Рајко
40. Радовић Ђунисије
41. Радовић Недељко
42. Радовић Танасије
43. Савић Вићентије
44. Савић Здравко
45. Савић Миливоје
46. Савић Пантелија
47. Савић Угљеша
48. Симићевић Обрад
49. Тошић Милун
50. Трифуновић Арсеније
51. Трифуновић Илија
52. Трифуновић Јовиша
53. Трифуновић Никола
54. Трифуновић Пантелија
55. Трифуновић Чедомир[1]